# Karin Berghammer
Karin Berghammer (* 18. März 1961 in Oberösterreich) ist eine österreichische Regisseurin und Produzentin.

## Leben
Nach der Ausbildung zur Hebamme folgen sieben Jahre Berufsausübung. Sie entwickelte gemeinsam mit Iris Podgorschek ein neuartiges „Gebärbett“ und erhielt dafür das internationale Patent. Die Patentverwertung erfolgte gemeinsam mit der Firma Schmitz & Söhne GmbH & Co. KG, Wickede.
Berghammer ging anschließend auf eine 14-monatige Weltreise, inklusive eines Studienaufenthalts an der University of California L.A., U.C.L.A., Departement für Film und Video. Anschließend absolvierte sie die Kaskeline Filmakademie in Berlin. 2005 schloss Berghammer den postgradualen Lehrgang TV & Filmproduktion an der Donau-Universität Krems ab und graduierte zum Master of Arts. 2009 nahm Berghammer an den Eurodoc Training Sessions in Nuan le Fuzzier, Rotterdam und Gorizia teil. Ein Jahr später absolvierte sie SOURCES 2 Workshops in Wien und Graz. 2011 nahm sie am Eave Film Financing Forum in Luxemburg teil.
2001 gründete sie die karin berghammer filmproduktion in Wien und produziert Kurzspielfilme und Dokumentarfilme an den Schnittstellen von Wissenschaft und Kunst.
In den Jahren 2005 bis 2013 war sie für die Amour Fou Filmproduktion als Head of Development und als Produktionsleitung an Filmen wie Kurz davor ist es passiert von Anja Salomonowitz (2006), Arik Brauer, eine Jugend in Wien von Helene Maimann (2012), Die 727 Tage ohne Karamo von Anja Salomonowitz (2013) und Le grand Cahier / Das große Heft von János Szász (2013), als Produktionsleitung für die coop99 für Toast von Jessica Hausner (2006), für Navigartorfilm
In die Welt von Constantin Wulff (2009) und für KGP  Home Is Here von Tereza Kotyk (2016) zuständig.
Seit 2013 engagiert sie sich im Vorstand von FC Gloria, Frauen Vernetzung Film, für die Gleichstellung von Frauen in der Filmwirtschaft.
Im Oktober 2018 gründete Berghammer die Produktionsfirma berg hammer film.
Ihre Filme Leben Für den Tod (2019) und Weg Damit – Die Kunst der Entsorgung (2022) wurden 2020 und 2023 mit dem Franz-Grabner-Preis in der Kategorie Bester TV-Dokumentarfilm ausgezeichnet.
Sie hat zusammen mit Andreas Patton drei Kinder und lebt in Wien und Niederösterreich.

## Filmografie (Auswahl)
- 1990: All You Only, Co-Regie
- 1994: Mit Kartoffel, Co-Regie
- 1995: Gebären und Geboren Werden
- 1996: Aus zwei mach drei
- 2003: midwives, a global perspective on childbirth
- 2006: coop99, ein gegenschuss
- 2008: birth-move-ment
- 2012: Arche Noah, Freiheit für die Vielfalt
- 2015: Hilda
- 2016: Home Is Here
- 2018: Leben für den Tod – Menschen am Zentralfriedhof
- 2020: Aller Anfang – Der Weg der Hebammen
- 2020: Glory To The Queen, Co-Produktion mit Amour Fou Filmproduktion, 1991 Productions und playground produkcija
- 2020: Midwivery: knowledge, skills and practices
- 2021: Top Sekret – Körpersäfte als Ware
- 2022: Diamante – Fußballgott, Co-Regie
- 2022: Weg Damit – Die Kunst der Entsorgung